# Ramzi Musharrafieh
Ramzi Musharrafieh  (arabisch رمزي مشرفية, DMG Ramzī Mušarrafiyya, auch Moucharrafiyé; * um 1960) ist ein libanesischer Orthopäde und Gelenkchirurg. Von Januar  bis August 2020 war er Sozial- und Tourismusminister im Kabinett Diab.

## Leben und Wirken
Ramzi Musharrafieh erwarb seinen Abschluss als Mediziner an der American University of Beirut (AUB) und arbeitete am Robert Jones Hospital in Großbritannien, bevor er ab 1991 als Assistenzprofessor für Orthopädie, Handchirurgie und Mikroskopische Chirurgie an die Abteilung für Chirurgie an die Abteilung für Chirurgie der AUB wechselte. Anschließend wurde er 1997 zum außerordentlichen Professor ernannt. 2005 wurde er zum ordentlichen Professor an der Abteilung für Orthopädie der Universität Balamand und am Clemenceau Medical Center ernannt.
Moucharrafiyé war Präsident der Libanesischen Gesellschaft für Rekonstruktive Mikrochirurgie und Präsident der Libanesischen Gesellschaft für Orthopädie und Gelenke. Er hat mehrere Forschungsarbeiten an der Libanese American University veröffentlicht.
Am 21. Januar 2020 wurde Musharrafieh, als Vertreter der drusischen Bevölkerungsgruppe, zum Minister für Soziales und Tourismus im Kabinett von Hassan Diab ernannt.
Nach dem Rücktritt von Hassan Diab als Ministerpräsident am 10. August 2020 blieb der Minister bis zur Bildung eines neuen Kabinetts geschäftsführend im Amt.